# Chileens militair ordinariaat
Het Chileens militair ordinariaat (Spaans: Obispado castrense de Chile) is een militair ordinariaat van de Rooms-Katholieke Kerk met als zetel Santiago, in Chili. Het ordinariaat is verantwoordelijk voor de zielzorg van de tot de Rooms-Katholieke Kerk behorende militairen van de Chileense strijdkrachten en hun families. Het ordinariaat staat als immediatum onder rechtstreeks gezag van de Heilige Stoel. 

## Geschiedenis
Het ordinariaat werd op 3 mei 1910 door paus Pius X als militair vicariaat opgericht. Het ordinariaat werd op 21 juli 1986 door paus Johannes Paulus II met de apostolische constitutie Spirituali militum curae verheven tot militair bisdom.

## Organisatie
In 2021 telde het ordinariaat 74 priesters, waaronder 10 paters, en hiernaast 10 permanente diakens.

## Bisschoppen
- Rafael Edwards Salas (27 mei 1910 - 5 augustus 1938)
- José Luis Fermandois Cabrera (8 augustus 1938 - 18 augustus 1941)
- Carlos Labbé Márquez (30 juni 1941 - 17 oktober 1941)
- Julio Tadeo Ramírez Ortiz (17 oktober 1941 - 10 juni 1942)
- Teodoro Bernardo Eugenín Barrientos (20 juni 1942 - 21 december 1959)
  - Hernán Frías Hurtado (hulpbisschop: 29 mei 1957 - niet in bezit genomen)
- Francisco Javier Gillmore Stock (16 oktober 1959  - 26 november 1983)
- José Joaquín Matte Varas (26 november 1983 - 31 januari 1995)
- Gonzalo Duarte García de Cortázar (31 januari 1995 - 4 november 1999)
- Pablo Lizama Riquelme (4 januari 1999 - 27 februari 2004)
- Juan de la Cruz Barros Madrid (9 oktober 2004 - 10 januari 2015)
- Santiago Jaime Silva Retamales (7 juli 2015 - 23 december 2020)
- Pedro Mario Ossandón Buljevic (28 oktober 2021 - heden)

## Galerij van afbeeldingen

Wapen van het Chileens militair ordinariaat